# Třída K (1913)
Třída K byla třída ponorek námořnictva Spojených států amerických. Celkem bylo postaveno osm jednotek této třídy. Ve službě byly v letech 1914–1923.

## Stavba
Celkem bylo postaveno osm ponorek této třídy. Navrhla je americká společnost Electric Boat Company. Jejich stavba byla svěřena loděnicím Union Iron Works v San Franciscu, The Moran Company v Seattlu a Fore River Shipyard v Quincy. Původní jména prvních čtyř ponorek (Haddock, Cachalot, Orca a Walrus) byla změněna na K-1 až K-4. Do služby byly přijaty roku 1914.
Jednotky třídy K:
| Jméno                        | Loděnice            | Založení kýlu   | Spuštěna          | Vstup do služby  | Osud                                             |
| ---------------------------- | ------------------- | --------------- | ----------------- | ---------------- | ------------------------------------------------ |
| USS K-1 (SS-32, ex Haddock)  | Fore River Shipyard | 20. února 1912  | 3. září 1913      | 17. března 1914  | Vyřazena 7. března 1923. Prodána do šrotu 1931.  |
| USS K-2 (SS-33, ex Cachalot) | Fore River Shipyard | 20. únoea 1912  | 4. října 1913     | 31. ledna 1914   | Vyřazena 9. března 1923. Prodána do šrotu 1931.  |
| USS K-3 (SS-34, ex Orca)     | Union Iron Works    | 15. ledna 1912  | 14. března 1914   | 30. října 1914   | Vyřazena 20. února 1923. Prodána do šrotu 1931.  |
| USS K-4 (SS-35, ex Walrus)   | Moran               | 27. ledna 1912  | 19. března 1914   | 24. října 1914   | Vyřazena 10. května 1923. Prodána do šrotu 1931. |
| USS K-5 (SS-36)              | Fore River Shipyard | 10. června 1912 | 17. března 1914   | 22. srpna 1914   | Vyřazena 20. února 1923. Prodána do šrotu 1931.  |
| USS K-6 (SS-37)              | Fore River Shipyard | 19. června 1912 | 26. března 1914   | 9. září 1914     | Vyřazena 21. května 1923. Prodána do šrotu 1931. |
| USS K-7 (SS-38)              | Union Iron Works    | 10. května 1912 | 20. června 1914   | 1. prosince 1914 | Vyřazena 12. února 1923. Prodána do šrotu 1931.  |
| USS K-8 (SS-39)              | Union Iron Works    | 10. května 1912 | 11. července 1914 | 1. prosince 1914 | Vyřazena 24. února 1923. Prodána do šrotu 1931.  |

## Konstrukce

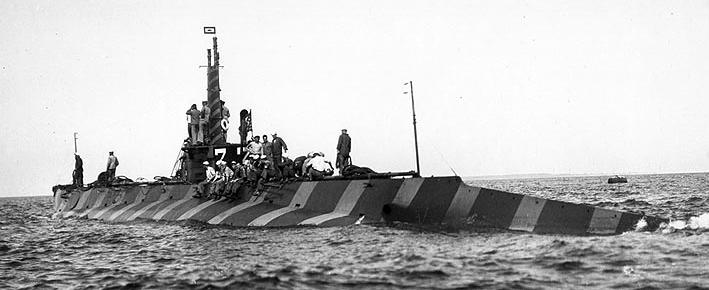
USS K-2

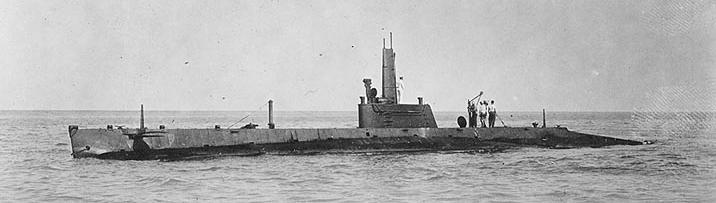
USS K-4

Ponorky byly vyzbrojeny čtyřmi 457mm torpédomety se zásobou osmi torpéd. Jejich pohon zajišťovaly dva diesely New London Ship and Engine Company (NLSE) o výkonu 950 hp a dva elektromotory o výkonu 680 hp, které roztáčely dva lodní šrouby. Nejvyšší rychlost dosahovala čtrnáct uzlů na hladině a 10,5 uzlu pod hladinou. Dosah byl 4500 námořních mil při rychlosti deset uzlů na hladině a 120 námořních mil při rychlosti pět uzlů pod hladinou. Hloubka ponoru byla 60 metrů.